# ليوناردو فافيو
ليوناردو فافيو (بالإسبانية: Leonardo Favio)‏ (تلفظ بالإسبانية: ‎/leoˈnarðo ˈfaβjo/‏) (و. 1938 – 2012 م) هو مخرج أفلام، وكاتب سيناريو، ومنتج أفلام، وممثل، ومغني، من الأرجنتين، ولد في وخان دي كويو، توفي في بوينس آيرس، عن عمر يناهز 74 عاماً.
يعتبر من أفضل مخرجي الأفلام الأرجنتينية ومن الشخصيات الثقافية الدائمة، فضلا عن كونه مغني شعبي وكاتب أغاني في جميع أنحاء أمريكا اللاتينية.
وكان واحدا من أنجح المطربين الأرجنتينيون في عقد 1960 وعقد 1970، بأعمال كبيرة مثل Fuiste mía un verano و لعب دور البطولة في العديد من الأفلام.
في الوقت الذي بدأ بالغناء في الأماكن العامة، كان بالفعل مخرج سينمائي. حيث كان أول فيلم له Chronicle of a Boy Alone - والثاني - El romance del Aniceto y la Francisca ينافسان في توافق آراء النقاد الأرجنتينيين ليكون أفضل فيلم أرجنتيني في جميع الأوقات، في حين أن الاتفاق يكاد يكون بالإجماع في النظر ليوناردو فافيو كأفضل مخرج للأفلام الأرجنتينية في جميع الأوقات.

## أعماله

### ألبوماته
- Me miró, LP
- Aquí está, LP
- Yo soy, LP
- De amor nadie muere, LP
- Una cita con Leonardo Favio, LP
- Leonardo Favio, LP
- Favio 73, LP
- Hola Che, LP
- Favio, LP in Spain
- Vamos a Puerto Rico, LP
- En Concierto, LP
- Era... cómo podría explicar, LP
- En Concierto, LP
- Leonardo Favio, LP (1969)
- Fuíste mía un verano, LP (1968)
- No juegues más, LP
- Mas Que Un Loco, LP (1989)

### فيلموغرافيا

#### كممثل
- Tobi y el libro mágico (2000)
- Gatica, "El Mono" (1993)
- Fuiste mía un verano (1969)
- El dependiente (1969)
- Martín Fierro  [لغات أخرى]‏ (1968)
- El ojo de tu madre (1966)
- Crónica de un niño solo  [لغات أخرى]‏ (1965)
- Paula cautiva (1963)
- La terraza  [لغات أخرى]‏ (1963)
- La Mano en la trampa (1961)
- Fin de fiesta  [لغات أخرى]‏ (1960)
- في الظلام الحارق (فيلم) (1958)
- El ángel de España (1958)
- The Kidnapper (1958)
- El jefe (1958)
- El Ángel de España (1958; de extra)
- Campo de sangre (1999)
- Simplemente una rosa (1971)
- Fuiste mía un verano (1969)

#### كمخرج
- Aniceto (2008)
- Perón, sinfonía del sentimiento (1999)
- Gatica, el mono (1993)
- Soñar, soñar (1976)
- Nazareno Cruz y el Lobo  [لغات أخرى]‏ (1975)
- Juan Moreira  [لغات أخرى]‏ (1973)
- El dependiente  [لغات أخرى]‏ (1969)
- Éste es el romance del Aniceto y la Francisca, de cómo quedó trunco, comenzó la tristeza y unas pocas cosas más..  [لغات أخرى]‏. (1966)
- Crónica de un niño solo  [لغات أخرى]‏ (1965)
- El amigo (1960)
- El señor Fernández (1958; unfinished)

#### كمنتج
- Nazareno Cruz y el Lobo (1975)
- Gatica "el Mono" (1993)

## وصلات خارجية
- ليوناردو فافيو على موقع IMDb (الإنجليزية)
- ليوناردو فافيو على موقع ألو سيني (الفرنسية)
- ليوناردو فافيو على موقع ميوزك برينز (الإنجليزية)
- ليوناردو فافيو على موقع أول موفي (الإنجليزية)
- ليوناردو فافيو على موقع قاعدة بيانات الأفلام السويدية (السويدية)
- ليوناردو فافيو على موقع ديسكوغز (الإنجليزية)
- ليوناردو فافيو على موقع قاعدة بيانات الفيلم (الإنجليزية)
- ليوناردو فافيو على موقع كينوبويسك (الروسية)